# Joan Albertí i Moll
Joan Albertí i Moll (Capdepera, 1910 - Saint-Gobain, l'Aisne, França, 1979), pagès i dirigent comunista.
Joan Albertí feia de pagès a Capdepera. Durant la Segona República es va afiliar a les Joventuts Socialistes. El 1936, va ser elegit secretari general de les Joventuts Socialistes Unificades de Capdepera. Després de l'aixecament dels militars i falangistes de juliol de 1936, es va negar a incorporar-se a l'exèrcit franquista. Per aquest fet va ser detengut i empresonat a les presons de Manacor i Illetes. El setembre de 1937 va ser condemnat a mort, però li va ser commutada la pena. El 1940 ingressà a la colònia penitenciària de Formentera on s'integrà a l'organització del PCE. Després de sortir en llibertat, s'incorporà a l'activitat clandestina, sent elegit (1946) com a responsable polític del PCE a les Balears. Detengut el 1948, va ser jutjat i condemnat a catorze anys de presó el 1956. Poc després fugí a França, residint a les localitats de Tergnier i Quessy.